# Mai + come prima
Mai + come prima è un film italiano del 2005 diretto da Giacomo Campiotti.

## Trama
Sei compagni di scuola, dopo gli esami di maturità, decidono di partire insieme per una vacanza sulle Dolomiti, in quella che probabilmente sarà la loro ultima estate insieme prima di perdersi di vista. Il gruppo è composto da Enrico, l'ideatore della vacanza e collante del gruppo; Max, ragazzo disabile soffocato da genitori oppressivi; Lorenzo, musicista che sogna la fama; Giulia, fidanzata di Lorenzo, riluttante all'idea di partire; Martina, l'altra ragazza del gruppo, segretamente innamorata di Lorenzo; Cesare, stravagante ragazzo dallo stile punk e dai modi rozzi ma dal cuore d'oro.
I sei durante il soggiorno in montagna impareranno a conoscere meglio se stessi e gli altri, affrontando e cercando di superare le proprie paure, legandosi ancora di più tra di loro. E insieme sapranno superare anche la tragedia - la morte di Enrico durante una scalata - che funesta l'avventura e allenta il legame intorno al gruppo, così da arrivare uniti alla fine di quell'estate, dopo la quale nulla sarà più come prima.

## Produzione
Il titolo di lavorazione del film era Il sentiero dei guerrieri della luce. Il regista ha dichiarato che nel film ci sono note autobiografiche: tra i suoi amici c'era un ragazzo disabile che si soleva portare in spalla. Inoltre ha affermato di aver perso anche lui un amico in montagna.
Il film fu girato in Alta Badia, nella località di San Cassiano e nel Parco naturale Fanes - Sennes e Braies, nonché a Roma.